# Aristide Caporale
Aristide Caporale (Acerra, 9 giugno 1921 – Roma, 24 aprile 1990) è stato un attore italiano.

## Filmografia

### Cinema
- Ercole sfida Sansone, regia di Pietro Francisci (1963)
- I compagni, regia di Mario Monicelli (1963)
- Maciste nelle miniere del re Salomone, regia di Piero Regnoli (1964)
- La mandragola, regia di Alberto Lattuada (1965)
- Cittadini, Stato e Chiesa, episodio di Made in Italy, regia di Nanni Loy (1965)
- Ménage all'italiana, regia di Franco Indovina (1965)
- Caccia alla volpe, regia di Vittorio De Sica (1966)
- C'era una volta, regia di Francesco Rosi (1967)
- L'indomabile Angelica (Indomptable Angélique), regia di Bernard Borderie (1967)
- La feldmarescialla - Rita fugge... lui corre... egli scappa, regia di Steno (1967)
- La bisbetica domata, regia di Franco Zeffirelli (1967)
- Buonasera, signora Campbell (Buona sera, Mrs. Campbell), regia di Melvin Frank (1968)
- Faustina, regia di Luigi Magni (1968)
- Romeo e Giulietta, regia di Franco Zeffirelli (1968)
- Fellini Satyricon, regia di Federico Fellini (1969)
- Franco, Ciccio e il pirata Barbanera, regia di Mario Amendola (1969)
- Zorro marchese di Navarra, regia di Franco Montemurro (1969)
- Per grazia ricevuta, regia di Nino Manfredi (1971)
- Una farfalla con le ali insanguinate, regia di Duccio Tessari (1971)
- Il sole nella pelle, regia di Giorgio Stegani (1971)
- Scusi, ma lei le paga le tasse?, regia di Mino Guerrini (1971)
- Il gatto a nove code, regia di Dario Argento (1971)
- ...e lo chiamarono Spirito Santo, regia di Roberto Mauri (1971)
- Fratello sole, sorella luna, regia di Franco Zeffirelli (1972)
- L'etrusco uccide ancora, regia di Armando Crispino (1972)
- Lo scopone scientifico, regia di Luigi Comencini (1972)
- Meo Patacca, regia di Marcello Ciorciolini (1972)
- Amarcord, regia di Federico Fellini (1973)
- Terror! Il castello delle donne maledette, regia di Dick Randall (1974)
- Romanzo popolare, regia di Mario Monicelli (1974)
- Amori, letti e tradimenti, regia di Alfonso Brescia (1975)
- Colpita da improvviso benessere, regia di Franco Giraldi (1975)
- Pasqualino Settebellezze, regia di Lina Wertmüller (1975)
- Febbre da cavallo, regia di Steno (1976)
- Per amore di Cesarina, regia di Vittorio Sindoni (1976)
- Il ginecologo della mutua, regia di Joe D'Amato (1977)
- Kakkientruppen, regia di Marino Girolami (1977)
- I nuovi mostri, regia di Mario Monicelli, Dino Risi ed Ettore Scola (1977)
- Grazie tante arrivederci, regia di Mauro Ivaldi (1977)
- La liceale, il diavolo e l'acquasanta, regia di Nando Cicero (1979)
- Prestami tua moglie, regia di Giuliano Carnimeo (1980)
- La cicala, regia di Alberto Lattuada (1980)
- Bertoldo, Bertoldino e Cacasenno, regia di Mario Monicelli (1984)
- Il nome della rosa (Der Name der Rose), regia di Jean-Jacques Annaud (1986)